# Neckera spathulata
Neckera spathulata là một loài Rêu trong họ Neckeraceae. Loài này được (Dixon) Dixon miêu tả khoa học đầu tiên năm 1933.